# Personnes déplacées

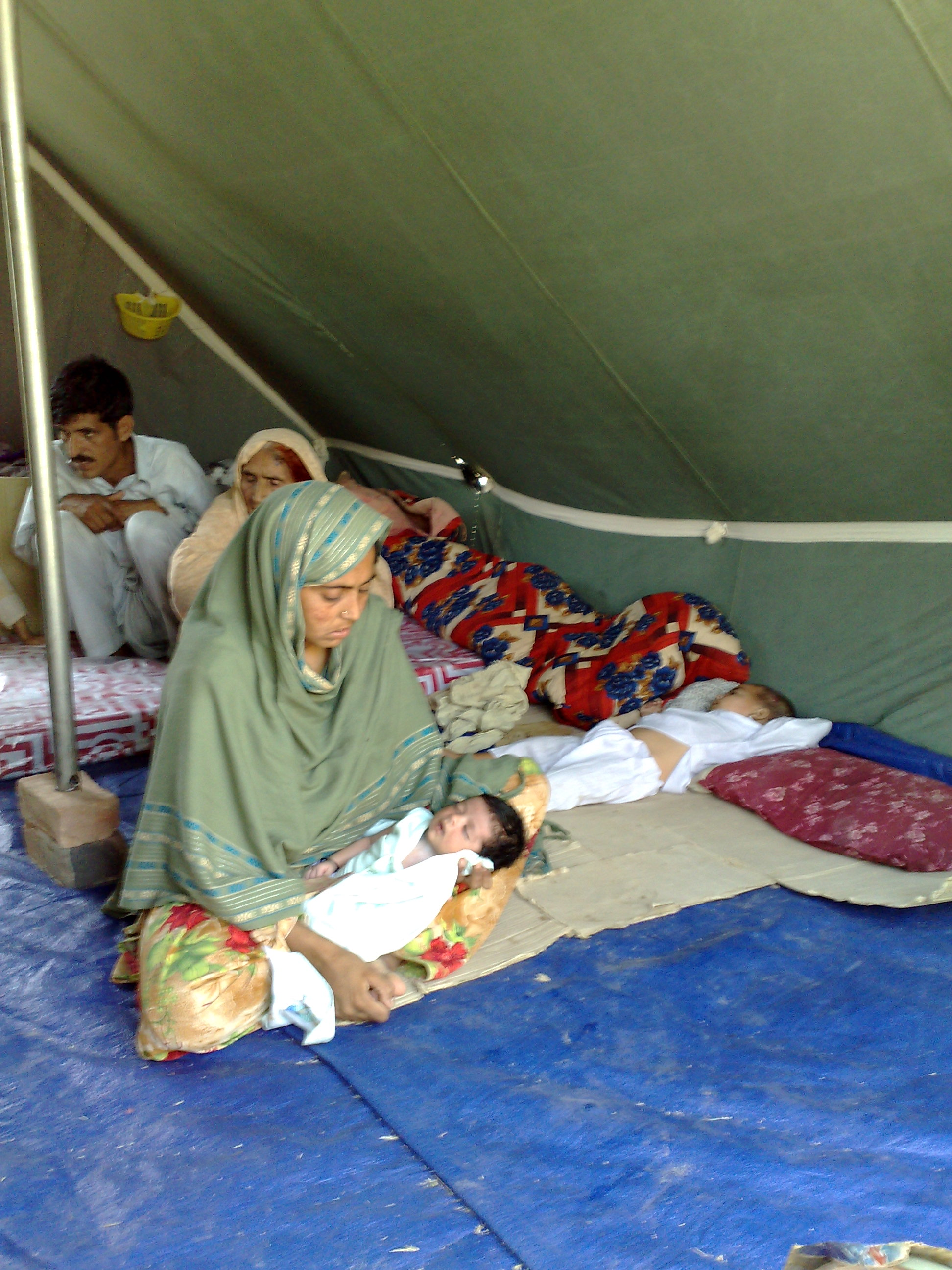
Camp de réfugiés Amam en 2009.

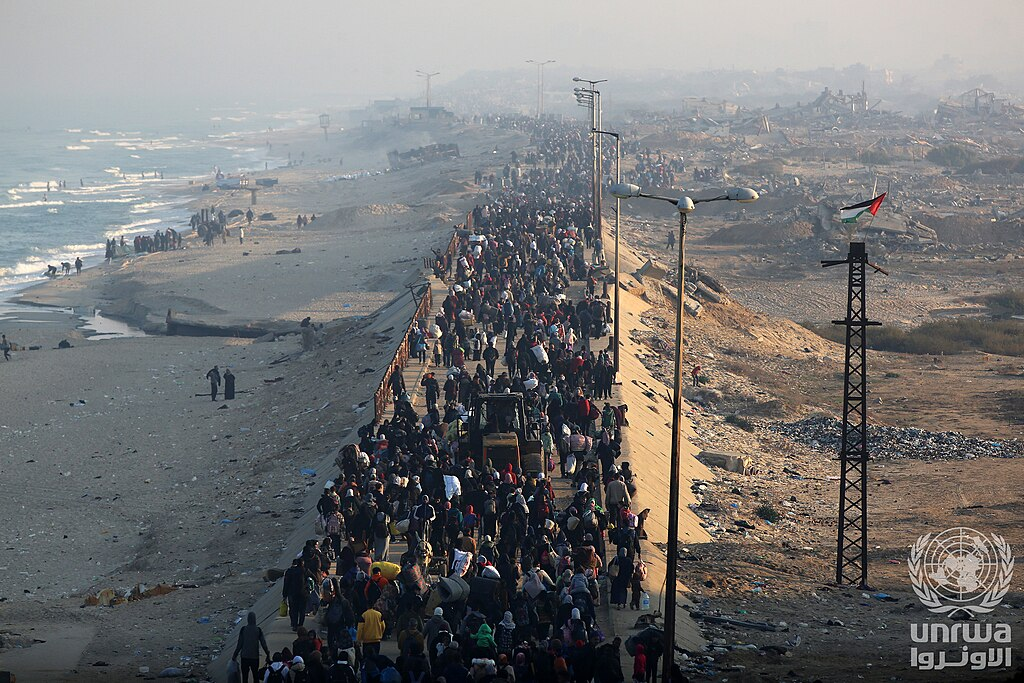
Déplacés palestiniens pendant la guerre de Gaza, le 28 janvier 2025.

Les « personnes déplacées » (aussi appelées personnes réfugiées lorsqu'elles ont quitté leur pays) sont des personnes qui sont obligées de quitter leur lieu d'habitation pour des raisons de violence et de ce fait sont contraintes de se déplacer soit à l'intérieur de leur propre pays soit à l'étranger. Près des trois quarts des personnes déplacées sont prises en charge par le HCR, Commissariat des Nations unies pour les réfugiés. 

## Origine de l'expression
Les camps de Personnes déplacées, traduction de l'anglais Displaced Person (DP), sont institués par les forces alliées en Allemagne à la fin de la Seconde guerre mondiale à partir de 1944, et ont été ouverts pour les réfugiés ou expulsés civils, obligés de quitter leur foyer situé en zone de guerre, ou à l'intérieur de nouvelles frontières. Parmi ces personnes se trouvaient nombre de travailleurs forcées originaires de l'Europe de l'Est ou de l'Europe centrale pour lesquelles c'était parfois difficile de retourner dans leur pays d'origine car celui-ci n'existait plus comme les Pays baltes annexés par l'Union soviétique. Dans d'autres cas, comme celui des Ukrainiens et Russes mobilisées dans les armées allemandes, ils craignaient des représailles du côté soviétique. Cette catégorie de réfugiés est différente de celle des prisonniers de guerre. De nombreuses personnes déplacées étaient également des Juifs survivants de la Shoah qui avaient tout perdu et qu'on regroupa dans des camps jusqu'en 1952. Parmi les survivants des camps d'extermination se trouvaient aussi autour de 300.000 Juifs de Pologne et de l'Europe de l'Est qui après la libération se trouvaient en 1946 et 1947 face à des nouveaux pogroms antisémites comme celui de Kielce et qui ne souhaitent en conséquence plus vivre dans leur pays.
Les Allemands expulsés des anciens territoires du Troisième Reich attribués à d'autres pays, comme la province de Prusse-Orientale ou la province de Silésie dont le nombre était autour de 6 millions n'étaient pourtant pas comptabilisés parmi les personnes déplacées car ils avaient la nationalité allemande.

## Recensement

### Décompte des personnes déplacées
Ne figurent pas dans le décompte du HCR les déplacements causés par la famine ou la misère.
Selon le Rapport 2012 du HCR sur les tendances mondiales sur les déplacés, 23 000 personnes sont obligées chaque jour de quitter leur maison pour cause de violences. Pour l'année 2012, 7,6 millions de personnes ont été déplacées, dont 6,6 millions à l'intérieur de leur propre pays.
Globalement le nombre total s'élève à 45,2 millions de personnes, soit le chiffre le plus haut depuis 1994, dont 28,8 millions sont restées au pays.

### Décompte du sous-groupe des réfugiés
En 2016, sur 65,5 millions de personnes déplacées dans le monde (record historique), 40,3 millions étaient des déplacés internes, 22,5 millions des réfugiés et 2,8 millions de demandeurs d'asile.
Parmi ces réfugiés, plus de la moitié provient de cinq pays touchés par un conflit : Afghanistan, Somalie, Irak, Syrie et Soudan. En 2012 on dénombre 1,1 million de réfugiés qui proviennent principalement de la République démocratique du Congo, du Mali, de Somalie, du Soudan et de Syrie.
La moitié de ces réfugiés sont des mineurs : 21 300 d'entre eux - non accompagnés de leurs parents- ont déposé une demande d'asile en 2012, chiffre le plus élevé que le HCR a jamais enregistré pour cette classe de population.
Parmi les pays d'accueil, le Pakistan - comme en 2011- abrite le plus grand nombre de réfugiés (1,6 million) pour sa proximité avec le conflit afghan. Suivent l'Iran et l'Allemagne.
La France accueille 268 000 personnes dont 218 000 réfugiés et 50 000 demandeurs d'asile (4e rang mondial pour les demandeurs d'asile).
Le mouvement est en partie compensé par des retours au pays : plus de 520 000 personnes (la plupart Afghans, Irakiens ou Ivoiriens) ont pu regagner leurs maisons en 2012, soit un chiffre comparable à celui de 2011.